# Trifon Miclea
Trifon Miclea (n. 23 august 1855, Măidan – d. 26 august 1921, Sibiu) a fost un deputat în Marea Adunare Națională de la Alba Iulia, organismul legislativ reprezentativ al „tuturor românilor din Transilvania, Banat și Țara Ungurească”, cel care a adoptat hotărârea privind Unirea Transilvaniei cu România, la 1 decembrie 1918.

## Biografie
S-a născut în comuna Maidan, cercul Oraviței, pe data de 23 august 1855. Școlarizarea și-o începe în localitatea sa natală, iar mai apoi se înscrie la gimnaziul din Timișoara. Acolo obține testimoniul de maturitate, trecând după la Facultatea de Științe Juridice din Budapesta. Concomitent cu urmarea studiilor în drept, Trifon Miclea frecventează școala militară de la Budapesta, obținând gradul de locotenent în rezervă.
Între 1884 și 1886 urmează studiile teologice la Caransebeș. La data de 29 decembrie 1886 este ales și confirmat de către Consiliul eparhial din Caransebeș ca protopresbiter ortodox român al Panciovei, având sediul la Uzdin.
Pe 8 noiembrie 1894, scaunul protopresbiteral al Panciovei se mută de la Uzdin la Satu Nou. La scurt timp după trecerea sa la Satu Nou, Trifon Miclea înființează Institutul de Economii și Credit ”Sentinela”.
La inițiativa sa, în 1899 ia naștere Despărțământul Panciova al Astrei. Pe 20 noiembrie 1916 devine administrator al parohiei ortodoxe române din Panciova. Moare la 26 august 1921, fiind înmormântat la Panciova.